# Krissy Taylor
Kristen Erin Taylor, detta Krissy (Miami, 15 maggio 1978 – Pembroke Pines, 2 luglio 1995), è stata una supermodella statunitense.

## Biografia

### Carriera
Krissy Taylor nacque a Miami, Florida da Ken e Barbara Taylor, un tenente della polizia stradale e una fotografa. Krissy aveva due sorelle maggiori Joelle e Niki, anche lei una modella di fama internazionale. Frequentò insieme alle sue sorelle la Cooper City High School. Proprio grazie a sua sorella Niki, iniziò a lavorare come modella all'età di 13 anni. Poco dopo apparve con Niki sulla copertina di Seventeen e venne messa sotto contratto dalla IMG Models di New York. Successivamente apparve sulle copertine e pagine di Elle, Glamour, Marie Claire, Cosmopolitan, Grazia, Mademoiselle e Vogue. Sfilò in passerella a Milano e New York per case di moda come Ralph Lauren, Fendi e Blumarine e fu il volto delle campagne pubblicitarie di CoverGirl e L'Oréal. Fu anche ospite in alcuni programmi televisivi su MTV e in Entertainment Tonight.

### Morte
Intorno alle 4:15 del mattino del 2 luglio 1995, Krissy venne trovata da sua sorella Niki svenuta sul pavimento del soggiorno nella loro casa in Florida. Dopo vari tentativi di rianimazione venne dichiarata morta alle 5:39 in ospedale a soli 17 anni. La causa ufficiale della morte fu inizialmente attribuita ad un attacco acuto d'asma complicato da aritmia cardiaca improvvisa. Successive analisi conclusero che la causa più probabile della sua morte fu una rara malattia cardiaca chiamata displasia ventricolare destra aritmogena.